# Mons Delisle
El Mons Delisle (Monte Delisle) es una montaña lunar aislada que se encuentra en el borde occidental del Mare Imbrium. El nombre proviene del cercano cráter Delisle, en recuerdo del astrónomo francés Joseph-Nicolas Delisle.
Está situada al norte de los cráteres Diophantus y Artsimovich. Al sureste se encuentra la Rima Diophantus de 201.5 km de longitud y al noreste la Rima Delisle, de 57.6 km de recorrido.
La montaña emerge de la lava del mar hasta aproximadamente 1000 m de altura y tiene un diámetro de 32.42 km. Su base es redondeada y tiene una estrecha cresta que se extiende hacia el noreste. 
Esta montaña parece ser un vestigio de uno de los anillos montañosos formados por el impacto que causó la creación de la cuenca del Mare Imbrium.